# Grupa Pracuj
Grupa Pracuj S.A. – grupa kapitałowa, zarządzająca serwisami rekrutacyjnymi Pracuj.pl i Robota.ua oraz spółką eRecruitment Solutions (właściciel systemu ATS eRecruiter).

## Działalność
Główna działalność Grupy Pracuj związana jest ze wsparciem cyfrowej rekrutacji, w tym dostarczaniem rozwiązań technologicznych wspierających użytkowników w poszukiwaniu pracy (serwisy ogłoszeniowe: Pracuj.pl, Robota.ua) oraz pracodawców w zarządzaniu rekrutacją (system do rekrutacji on-line – eRecruiter). Firma jest także współzałożycielem Pracuj Ventures, funduszu corporate venture capital wspierającego firmy zajmujące się technologiami dla HR i edukacji.
Grupa Pracuj S.A. jest partnerem dla ponad 40 tysięcy firm korzystających z jej produktów i usług na całym świecie. Firma zatrudnia ponad 750 pracowników. W rankingu Deloitte Technology Fast 50 CE 2014, Grupa Pracuj uplasowała się na drugim miejscu wśród polskich firm i na piątym w gronie firm z krajów Europy Środkowej, w kategorii „Wielka Piątka” (Big 5). W swojej ponad dwudziestoletniej historii Grupa Pracuj odbierała wyróżnienia w dwóch pozostałych kategoriach rankingu: Rising Stars i Technology Fast 50, dla przedsiębiorstw, których roczne przychody operacyjne są nie niższe niż 50 tys. euro.
Grupa Pracuj Sp z o.o. jest dziewięciokrotnym laureatem tytułu „Najlepszego Pracodawcy” w kategorii dużych firm w badaniu Aon Hewitt.

## Historia[6]
2000 r. – powstanie spółki, uruchomienie serwisu Pracuj.pl.
2002 r. – Pracuj.pl przejmuje Jobaid.pl, spółka organizuje pierwsze Wirtualne Targi Pracy na stronie Targi24.pl.
2004 r. – z inicjatywy Pracuj.pl powstaje sojusz serwisów z Europy Środkowo-Wschodniej ONREA.
2005 r. – Przemysław Gacek, prezes zarządu Grupy Pracuj SA, otrzymał nagrodę „Przedsiębiorca Roku – Entrepreneur of the Year” w kategorii „Nowy Biznes”.
2006 r. – Spółka nabywa pakiet większościowych udziałów w ukraińskiej spółce Rabota International, stając się właścicielem ukraińskiego serwisu rekrutacyjnego – Rabota.ua.
2009 r. – Pracuj.pl organizuje pierwszą branżową konferencję z cyklu „Wyzwania HR”, obecnie konferencje organizowane są 7 razy w roku w 7 miastach. Grupa Pracuj wprowadza na rynek system do rekrutacji on-line eRecruiter.
2013 r. – eRecruiter inicjuje „Koalicję na rzecz Przyjaznej Rekrutacji” promującą dobre praktyki podczas procesu poszukiwania pracowników.
2014 r. – Pierwszy klient korzysta z platformy emplo.
2016 r. – Grupa Pracuj powołuje Fundusz Stypendialny, z którego środki przeznaczone są na stypendia dla studentów pierwszych lat kierunków informatycznych i kierunków związanych z nowymi technologiami.
2017 r. - Amerykański fundusz TCV - wspierający technologicznych gigantów m.in.: Facebook, Netflix, Spotify - obejmuje mniejszościowy pakiet udziałów w Grupie Pracuj. To pierwsza inwestycja TCV w polską spółkę. Grupa Pracuj wkracza również do grupy 100 największych firm prywatnych w Polsce.
2018 r. – Grupa Pracuj inwestuje w szkołę IT Coders Lab. Firma organizuje także pierwszą edycję cyklicznego Festiwalu Pracy JOBICON, targów pracy organizowanych na żywo i w wersji online. Przemysław Gacek, prezes zarządu Grupy Pracuj sp. z o.o. otrzymał nagrodę Polskiej Rady Biznesu w kategorii Wizja i Innowacje.
2019 r. – Grupa Pracuj zostaje współzałożycielem Pracuj Ventures – funduszu inwestującego w startupy rozwijające rozwiązania cyfrowe wspierające HR oraz edukację i szkolenia.
2021 r. - Grupa Pracuj debiutuje na Giełdzie Papierów Wartościowych w Warszawie (Nazwa akcji GRUPRACUJ).

## Nagrody
2004 r. – Spółka zostaje wyróżniona jako jedna z najszybciej rozwijających się firm branży IT z Europy Środkowo-Wschodniej w kategorii „Rising Stars” konkursu FAST 50, organizowanego przez firmę Deloitte.
2006 r. i 2007 r. – Grupa Pracuj zostaje wyróżniona w rankingu Fast 50 CEE, organizowanym przez firmę Deloitte.
2008 r. – Grupa Pracuj otrzymuje tytuł „Najlepszego Pracodawcy” w konkursie organizowanym przez firmę Hewitt Associates.
2010 r. – Grupa Pracuj otrzymuje Nagrodę Mistrza Biznesu, której pomysłodawcą jest miesięcznik Businessman.pl. Firma zostaje zwycięzcą w kategorii Prawo, Konsulting i HR.
2011 r. – Grupa Pracuj zajęła I miejsce w kategorii małych i średnich przedsiębiorstw w Badaniu Najlepsi Pracodawcy 2011 organizowanym przez firmę doradczą Aon Hewitt.
2012 r. – Pracuj.pl, jako jedyna marka spośród portali pracy działających w Polsce, dołączyła do „Rankingu Najcenniejszych Polskich Marek” dziennika Rzeczpospolita. Grupa Pracuj zajęła III miejsce w kategorii polskich dużych przedsiębiorstw w badaniu „Najlepszy Pracodawca 2012”, przeprowadzonym przez firmę Aon Hewitt oraz znalazła się w gronie czterech polskich firm w rankingu „Najlepsi Pracodawcy w Europie Środkowo-Wschodniej”.
2013 r. – Spółka otrzymała „Diament Forbesa”, przyznawany firmom najszybciej zwiększającym swoją wartość [9].
2014 r. – W rankingu Deloitte Technology Fast 50 CE 2014, Grupa Pracuj S.A. uplasowała się na drugim miejscu wśród polskich firm i na piątym w gronie firm z krajów Europy Środkowej, w kategorii „Wielka Piątka” (Big 5).
2015 r. – Grupa Pracuj SA szósty raz jest wyróżniona przez pracowników tytułem „Najlepszego Pracodawcy”, otrzymuje także od organizatora konkursu, firmy Hewitt, specjalne wyróżnienie za kształtowanie polskiego rynku pracy i konsekwentne budowanie angażującego miejsca pracy.
2016 r. – Grupa Pracuj Sp. z o.o. po raz siódmy dołączyła do grona „Najlepszych Pracodawców” w kategorii dużych firm w jedenastej edycji badania Aon Hewitt.
2017 r. – Pracuj.pl, w trzynastej edycji rankingu dziennika Rzeczpospolita „Najcenniejsze i Najmocniejsze Polskie Marki 2016”, zajął pierwsze miejsce w kategorii „usługi i działalność deweloperska”. Z kolei Kampania „Szef i Reszta” promująca serwis i aplikację mobilną Pracuj.pl została doceniona w prestiżowym konkursie Effie Awards, jako jedna z najefektywniejszych kampanii marketingowych w Polsce.
2019 r. – Grupa Pracuj Sp. z o.o. po raz dziewiąty dołączyła do grona „Najlepszych Pracodawców” w kategorii dużych firm w jedenastej edycji badania Aon Hewitt.